# Glory Opera
Glory Opera é uma banda de power metal e metal progressivo do Brasil.

## História
O Glory Opera foi formado em 1997, em Manaus, mas despontou no cenário nacional em outubro de 2000, quando o baterista Helmut Quacken e o vocalista Humberto Sobrinho foram convidados por Rafael Bittencourt, guitarrista do Angra, para fazer testes para a banda. A história começou em Recife com um amigo de Humberto, que entregou a Kiko Loureiro, também guitarrista do Angra, uma fita com um show do Glory Opera realizado em agosto de 2000.
Em janeiro de 2001, Helmut e Humberto foram para São Paulo fazer os testes do Angra. Humberto chegou a gravar duas músicas, Acid Rain e Running Alone. Apesar de Edu Falaschi e Aquiles Priester serem os novos integrantes da banda, a experiência valeu como intercâmbio musical, juntamente com a certeza de que o Glory Opera já estava sendo reconhecido.
O Glory Opera lançou seu primeiro álbum no dia 12 de outubro de 2002, Rising Moangá, pela gravadora Megahard. O feito foi comemorado com um show em Manaus para cerca de mil e quinhentas pessoas. A principal marca da estreia, e que é tida como um diferencial da banda, é a presença de elementos da cultura amazônica, tanto na melodia quanto nas letras. A formação tinha os fundadores da banda: Helmut Quacken na bateria, Jean Rothen na guitarra, Emerson Dácio no baixo e Paulo Rangel nos teclados, mais Humberto Sobrinho nos vocais, e Stanley Wager na guitarra (músico convidado).
O álbum narra a saga de um índio guerreiro que se apaixona por Iara. Na época a banda recebeu alguns prêmios de sites especializados e revistas, sendo eleita, por exemplo, a revelação do ano de 2002 pela revista Rock Brigade, e deu um grande passo na carreira da banda, rendendo-lhes uma pequena turnê passando por São Paulo, Belo Horizonte e Rio de Janeiro, abrindo para o Nightwish nas duas últimas cidades citadas.
A turnê começou dia 1 de maio de 2002 em Manaus, e terminou em 10 de julho de 2004 no Directv Music Hall, em São Paulo, foram cerca de 30 shows. Em 2002 a banda abre 2 shows para o Nightwish e um para o Shaman. Nesse ano a banda toca em São Paulo, Rio de Janeiro e Belo Horizonte. No fim de 2002 o tecladista Paulo Rangel e o guitarrista convidado, Stanley Wagner, saem banda. Entra o tecladista convidado Geovanni Andrade, e a banda passa a ter apenas um guitarrista.
Em 2003, após ser um dos selecionados através de votação no site heavymelody, o Glory Opera foi considerado um dos melhores shows do Brasil Metal Union, festival que reúne todos os anos em São Paulo as principais bandas brasileiras de heavy metal. A banda tocou no mesmo dia que o Symbols, Sagga, Tuatha de Danann entre outras. Ainda em fevereiro de 2003, a banda foi convidada para abrir novamente o show do Shaman, dessa vez em Manaus, que contou com a presença de mais de 3000 pessoas. Já em abril, a edição da revista Rock Brigade premiou os melhores do ano de 2002, todos eleitos pelo público. Como destaque de banda nacional revelação, o Glory Opera conquistou a primeira colocação. E na revista Roadie Crew, no mesmo mês, a banda ficou na segunda posição. No segundo semestre de 2003 a banda voltar a ter dois guitarristas, entra Casé Mar, e a banda começa a trabalhar novo material.
Em meados de 2004 a banda participa do CD Within Infinity, que é um álbum tributo ao Stratovarius. A música gravada foi Forever Free, com o CD lançado no Japão, Europa e América do Sul pela Northwind Records e Megahard Records em setembro 2004. Ainda em 2004 a banda participou pela segunda vez consecutiva do BMU em São Paulo como co-headliner, ao lado do Torture Squad e Eterna. A banda se apresenta também no Rio de Janeiro.
O segundo álbum começa a ser gravado em 2005, mas devido a uma cirurgia no pé esquerdo de Helmut, mais o abandono da gravadora Megahard, que deixa a banda no meio das gravações, deixando uma grande divida e parando os registros por um certo tempo. Nessa época a banda só recebia propostas irrisórias das demais gravadoras, mais o nascimento da filha de Helmut, causando o atraso pra o lançamento do primeiro álbum.
Enfim, Equilibrium é lançado no início de 2007. O trabalho conta, em quase 77 minutos de música, a história de um guerreiro desde o seu ritual de iniciação, até seus primeiros conflitos com tribos inimigas e sua paixão proibida, num clima totalmente indígena regada a lendas e mitos, onde amor, ódio e traição se misturam usando a Amazônia como pano de fundo. O álbum foi gravado no Diesel Estúdio em São Paulo, e no ABM Estúdio, em Manaus, de abril de 2004 até março de 2005. A produção, mixagem e masterização foi de Paulo Brancaccio, que também gravou alguns backins vocals. As participações foram de Vitor Rodrigues e Camila Scenne nos vocais da música "Drowning Into Madness", Marcos Iahn e Giovanni Andrade nos teclados e Mariozinho na percussão, a arte foi de Felipe Nogueira. Todas as letras foram de Jean Rothen, os teclados e arranjos orquestrais foram de Emerson Dácio e Casé Mar. Algumas faixas desse álbum foram disponibilizadas para download no site da banda. Novamente fugindo dos clichês do estilo, as letras da banda em seu segundo álbum também falam da cultura do Amazonas.
Em junho de 2007 a banda abre o show do Symphony X em Manaus, 3 dias depois do show saem da banda: Jean Rothen, Emerson Dácio e Casé Mar. No fim de 2007 são anunciadas as entradas de, Renato Sotto (Arghon) e Gustavo Di Pádua (Endless, Aquaria) nas guitarras, Fernando Giovannetti (Aquaria, Live & Loud, Anime Friends e The Supremacy) no baixo e Carlos Ceroni (Kavla) nos teclados.
A Glory Opera é então reformulado e, após isso, os únicos remanescentes foram o baterista Helmut Quacken e o vocalista Humberto Sobrinho. Humberto continuou com os demais na busca incessante por um reconhecimento maior, pois os muitos fãs incentivavam a banda a continuar. Humberto quase chegou a abandonar a banda e a música pelo mesmo motivo dos ex-membros, mas surgiu uma luz no final do túnel. Fizeram uma turnê pelo Nordeste do Brasil em dezembro de 2008 por várias cidades, e depois pararam para descanso e programação da continuação da turnê. No ano de 2008 o baterista Helmut Quacken produziu o álbum da banda japonesa Lost Age, que contou com a participação de outros membros da Glory Opera. Ainda neste ano ocorrem outras mudanças, sai o guitarrista Renato Sotto e entra Douglas Jen (SupreMa). A turnê do Equilibrium começa no fim do ano, mas por problemas com produtoras muitas datas pré agendadas são canceladas e são realizados poucos shows.
No inicio de 2009, logo depois do fim da turnê do Equilibrium, o vocalista Humberto Sobrinho entra na banda Hangar, do renomado baterista brasileiro Aquiles Priester. Ele grava o álbum Infallible, que é lançado em setembro de 2009, com Humberto saindo da banda em julho de 2011, alegando problemas pessoais. Já com muitos anos de estrada, a banda segue sendo apreciada nos meios do metal e sendo executada em importantes rádios de heavy metal do Brasil.
Em meados de 2011 uma novidade, os fundadores da banda retornam, Jean Rothen (guitarra) e Emerson Dácio (baixo), mais Casé Mar (guitarra). A banda segue fazendo shows esporádicos desde 2011.
Em meados de 2012, Humberto Sobrinho é anunciado como novo vocalista da banda inglesa Achillea, e grava um álbum chamado "Fight Or Fall", lançado no inicio de 2013. No começo de 2013 entra para a banda o tecladista, Mauro Lippi.

## Integrantes
Atuais
- Kleber Ramalho - vocal (2018-atual)
- Bruno Souza - guitarra (2015-atual)
- Cleiberson Lisboa guitarra - Teclados (2014-atual)
- Emerson Dácio - Baixo (1997-2007, 2011-atual)
- Helmut Quacken - bateria (1997-atual)

Ex-membros
- Humberto Sobrinho - vocal (2000-2008)
- Stanley Wagner (guitarra) (2002) (músico convidado)
- Gustavo Di Pádua (guitarra) (2007-2010)
- Renato Sotto (guitarra) (2007, 2009-2010)
- Douglas Jen (guitarra) (2008)
- Fernando Giovannetti (baixo) (2007-2011)
- Paulo Rangel (teclado) (1997-2002)
- Giovanni Andrade (teclado) (2003, 2005) (músico convidado)
- Carlos Ceroni (teclado) (2007-2009)
- Thiago Forlevize - (teclado) (2010-2011)

## Discografia
Álbuns de estúdio
- Rising Moangá (2002)
- Equilibrium (2007)

## Turnês
- Rising Moangá Tour 2002-04
- Equilibrium Tour 2008